# Pałac „Pod Krzysztofory”
Pałac „Pod Krzysztofory”, popularnie zwany „Krzysztofory” lub niepoprawnie pod Krzysztoforami – zabytkowa kamienica znajdująca się w Krakowie, w dzielnicy I Stare Miasto przy ul. Szczepańskiej 2, na rogu Rynku Głównego 35. Siedziba Muzeum Historycznego Miasta Krakowa.
Nazwa pałacu pochodzi od figury św. Krzysztofa, która od około 1380 roku była umieszczona na fasadzie narożnej kamienicy.

## Historia

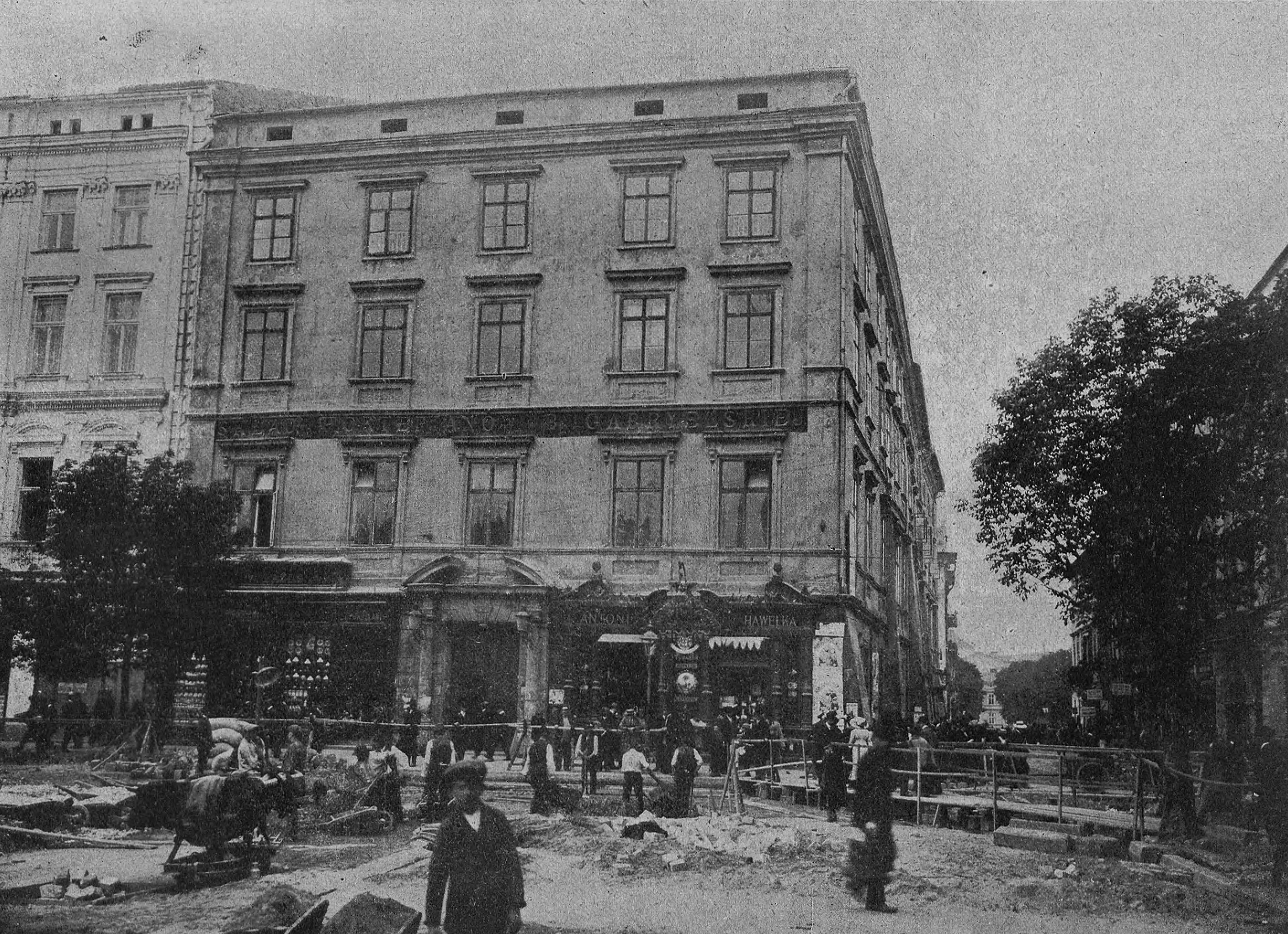
Budynek w 1913

Budynek znajdował się tutaj prawdopodobnie już w 2. połowie XIII w. Przyrynkową partię obecnego pałacu Pod Krzysztofory tworzy średniowieczny dom, zajmujący lokacyjną działkę narożną. Najstarszym murowanym obiektem działki była wieża na rzucie kwadratu o boku 10 m, wzniesiona w połowie długości działki, przy granicy z południowym sąsiadem. Oprócz kamiennych murów, z budynku zachowało się ceglane obramienie otworu od strony wschodniej. Przed połową XIV w. wieżę wcielono do wzmiankowanego obszernego domu, złożonego z części frontowej i skrzydła wzdłuż ulicy Szczepańskiej. Prawdopodobnie w tym samym czasie lub niewiele później zbudowano przedproże. Około roku 1380 powstała kamienna figura św. Krzysztofa, usytuowana zapewne na fasadzie i stylowo związana z praską plastyką parlerowską. Pierwszymi znanymi właścicielami budynku byli w XIV wieku Spycymirowie, oraz Czirlowie w pierwszej ćwierci XV w. W 1423 r. dom wzmiankowany był jako „wielki” i od tego czasu do połowy XVI w. pozostawał w rękach patrycjuszowskiego rodu Morsztynów (stąd nazwana była też kamienicą Morsztynowską). W 1557 roku współwłaścicielami kamienicy zostali członkowie rodziny Koźlów i Bonerów. W XVI wieku pełniła funkcję domu czynszowego. W latach 1590–1609 jej właścicielem był olkuski rajca Marcin Iwan, a potem do 1644 roku rodzina Ronenbergów.  Na przełomie XVI i XVII w. funkcjonowała tutaj jedna z najstarszych krakowskich aptek. Jednym z aptekarzy wynajmujących pomieszczenia na parterze był Stanisław Haller, który odkupił prawa własności do 4/6 kamienicy. W 1644 r. kamienicę i sąsiednie domy nabył marszałek nadworny koronny Władysława IV, Adam Kazanowski, który uczynił je rezydencją i planował przerobić na rezydencję królewską. Przebudowy w stylu barokowym dokonano według projektu Wawrzyńca Senesa, który wzniósł budynek pałacu na planie litery L i ozdobił go zachowanym do dnia dzisiejszego krużgankiem oraz galerią arkadową. Z tego okresu zachowały się również relikty dawnych gotyckich kamienic.  
Podczas najazdu („potopu”) szwedzkiego pałac został poważnie zdewastowany. Po roku 1680 właścicielem rezydencji stał się Jan Wawrzyniec Wodzicki. Z jego polecenia w latach 1682–1684 przeprowadzono gruntowną jej przebudowę. Pod koniec XVII w. przebudowy dokonał włoski architekt Jakub Sollari, a stiuki i wykończenia wykonał włoski rzeźbiarz Baltazar Fontana. Stiuki (przedstawiające m.in. strącenie Faetona) powstały wtedy m.in. w gabinecie o sklepieniu zwierciadlanym. W XVIII w. pomieszczenie to pełniło funkcję pałacowej kaplicy. Reprezentacyjny charakter budynku podkreślała wspaniała sień, kolumnada na dziedzińcu oraz duże sale na pierwszym piętrze (piano nobile). Po 1726 r. były prowadzone dalsze prace architektoniczne związane z przebudową obiektu. W ich efekcie fasada pałacu uzyskała cechy stylu barokowego. Została ona ponadto wyłożona okładziną kamienną, a bramę ozdobił barokowy portal. Przemianom uległy także wnętrza rezydencji, które upiększono dekoracją polichromowaną, zachowaną do naszych czasów w niektórych pomieszczeniach pierwszego i trzeciego piętra. Podziw współczesnych budziły także sprzęty zdobiące komnaty pałacu. To właśnie z Krzysztoforów wypożyczono na Wawel meble w związku z uroczystościami koronacyjnymi Augusta II. 
Pałac dosyć często zmieniał swoich właścicieli i lokatorów. Obok już wymienionych byli nimi Radziejowscy; mieszkał tu po abdykacji Jan Kazimierz, a później Michał Korybut Wiśniowiecki. W latach 1775–1782 w pałacu rezydował po powrocie z Kaługi biskup Kajetan Ignacy Sołtyk. Gdy w 1809 r. Kraków został wyzwolony przez wojska polskie pod wodzą księcia Józefa Poniatowskiego, budynek stał się kwaterą sztabu głównego. Szczególnie często właściciele pałacu zmieniali się w XIX w. W latach 1856–1861 na parterze mieściła się drukarnia „Czasu”, a ponadto Antoni Hawełka prowadził tam sklep kolonialny i popularny w Krakowie „interes śniadaniowy”. 
W pewnym momencie nad budynkiem zawisło bardzo poważne niebezpieczeństwo. W 1912 r. pałac stał się własnością spółki budowlanej, która postanowiła stary dom rozebrać, aby na jego miejscu wznieść dochodową kamienicę czynszową. Przeciwko temu projektowi ostro zaprotestowała krakowska opinia publiczna z Towarzystwem Opieki nad Polskimi Zabytkami Sztuki i Kultury na czele. Protest okazał się skuteczny i do rozbiórki na szczęście nie doszło. W 1916 r. Krzysztofory zostały odrestaurowane według projektu Wacława Krzyżanowskiego. Po wybuchu I wojny światowej znajdowały się tu kwatery ochotniczych jednostek wojskowych – Legionów Polskich. W 1918 pałac przejął Skarb Państwa. W 1919 w gmachu siedzibę miała Polska Komisja Rządząca. Po odnowieniu mieściła się w nim Dyrekcja Robót Publicznych. 
W 1929 w budynku została założona kawiarnia „Europejska”. 
Z Krzysztoforami związana jest również mieszcząca się w piwnicach Galeria Krzysztofory. Na początku lat 30. XX w. powstała tu Grupa Krakowska, stowarzyszenie artystów działające do 1937 r., reaktywowane w 1958 r. W 1961 Tadeusz Kantor przeniósł do piwnic pałacu swój teatr Cricot 2, założony w 1955 roku w Domu Plastyków, a w roku 1980 przeniósł go do siedziby przy ul Kanoniczej 5 w Krakowie.
W latach 1958–1959 przeprowadzono remont budynku, a w 1965 roku przekazano go Muzeum Historycznemu Miasta Krakowa. W latach 2001–2021 przeprowadzono remont budynku według projektu firmy M. Cempel i Partnerzy.  
Corocznie w Krzysztoforach ma miejsce wystawa pokonkursowa szopek krakowskich.

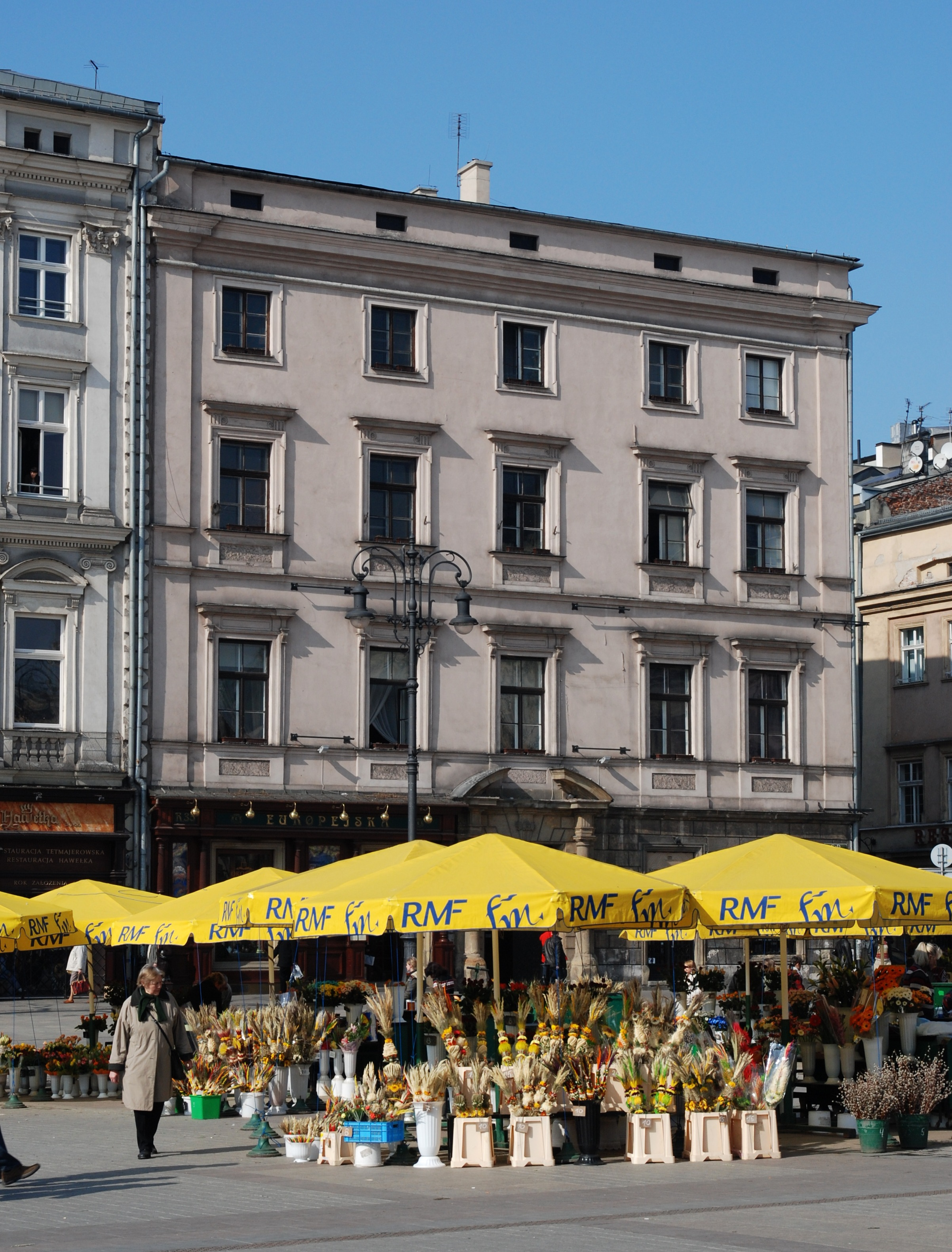
Krzysztofory (2008).
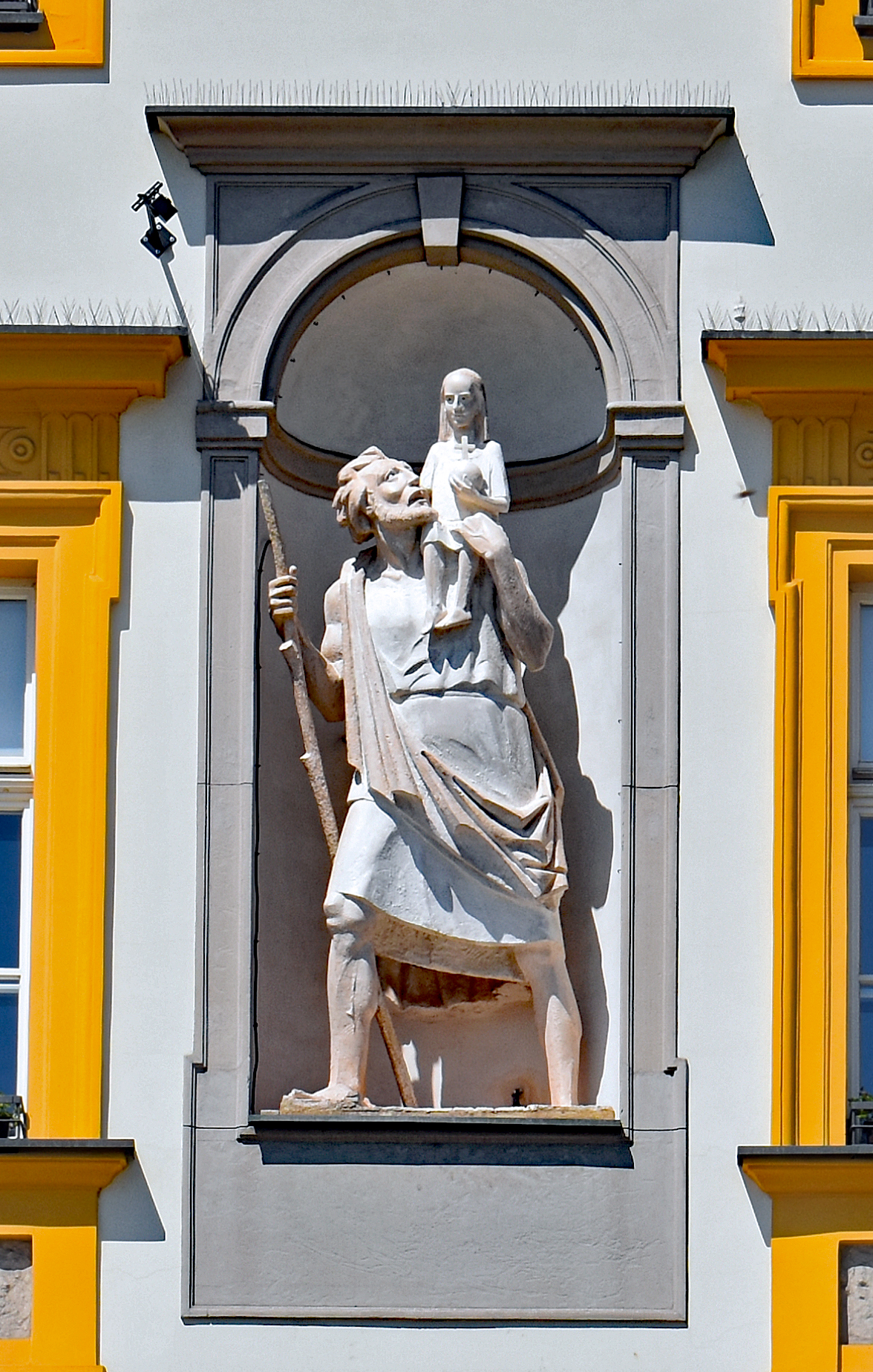
Rzeźba św. Krzysztofa. Projektował prof. Aleksander Śliwa. Odsłonięta 23 lipca 2021 roku.
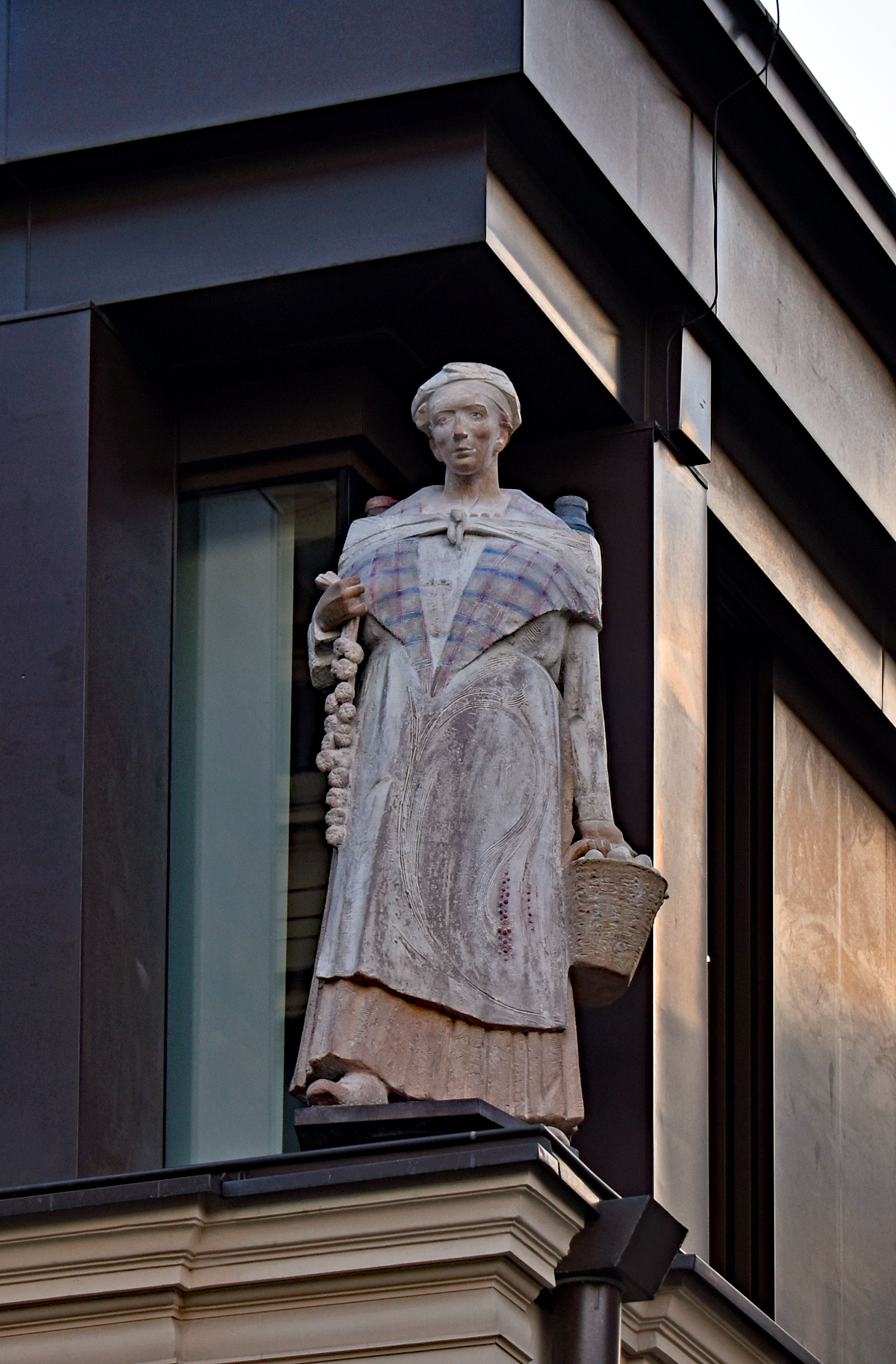
Pomnik krakowskiej przekupki Miedzianny. Projektował prof. Aleksander Śliwa. Odsłonięta 17 grudnia 2021 roku. Na fasadzie od strony pl. Szczepańskiego.
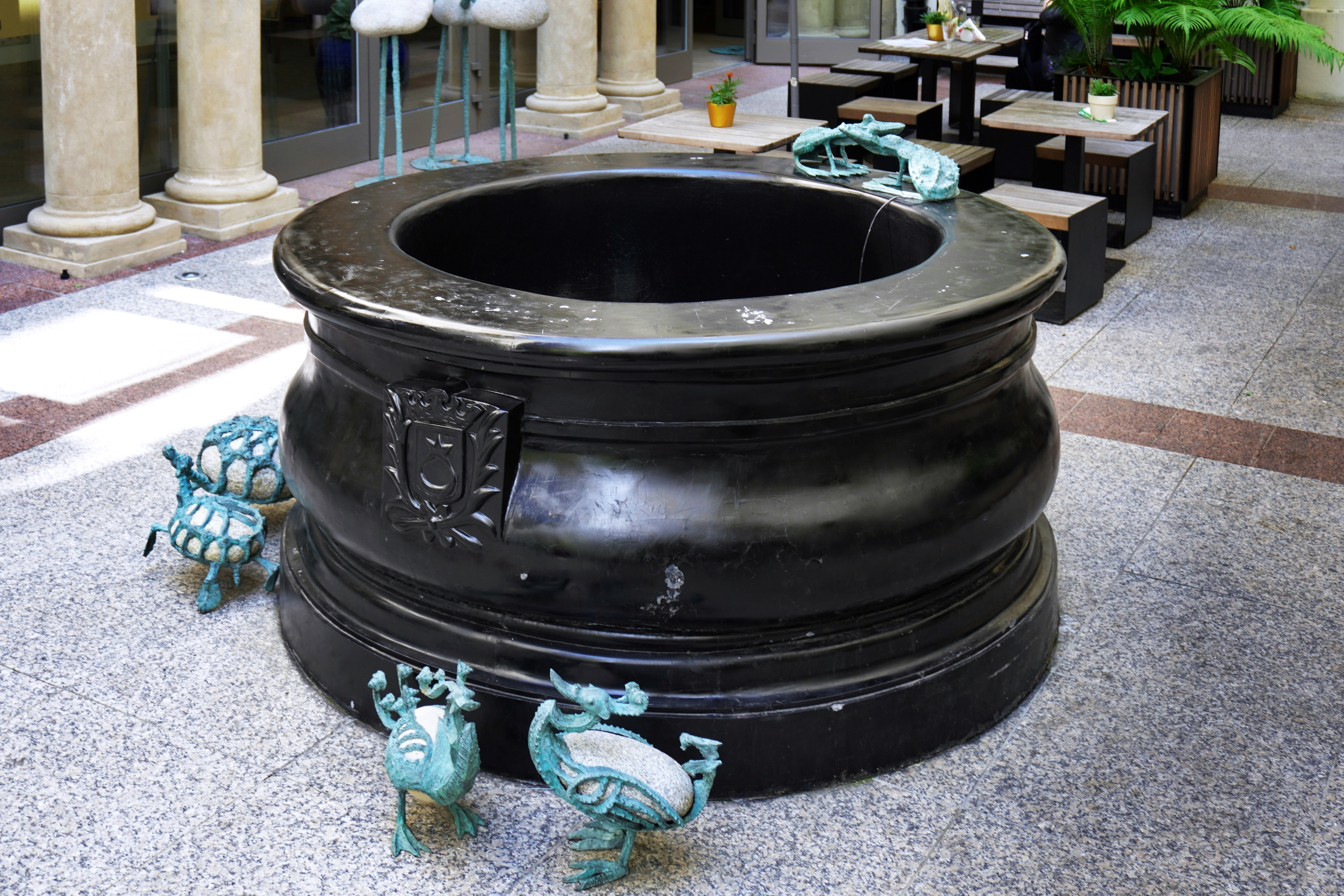
Studnia na dziedzińcu.